# Thiriotia pisae
Thiriotia pisae is een soort in de taxonomische indeling van de Myzozoa, een stam van microscopische parasitaire dieren. Het organisme komt uit het geslacht Thiriotia en behoort tot de familie Ganymedidae. Thiriotia pisae werd in 1911 ontdekt door Léger & Dubosq.